# Богатски манастир
Богатският манастир „Св. св. Константин и Елена“ (на гръцки: Μονή Αγίου Κωνσταντίνου και Ελένης Βογατσικού) е женски манастир в Егейска Македония, Гърция.
Манастирът е разположен на територията на дем Хрупища край село Богатско. Манастирът е подчинен на Сисанийската и Сятищка митрополия. През 1882 година е построена старата църква в местността Гулясано в близост до Бистрица на 3 km източно от Богатско. В 1975 година на мястото на старата еднокорабна базилика е построена нова кръстокуполна църква. От 2005 година работи като женски манастир.